# Łuczegorsk
Łuczegorsk – osiedle typu miejskiego w Rosji, w Kraju Nadmorskim, w pobliżu granicy z Chinami. W 2010 roku liczyło 21 004 mieszkańców.
Osiedle położone jest nad rzeką Kontrowod. Znajduje się w nim elektrownia wodna, zaopatrująca Kraj Nadmorski w energię elektryczną.
W 2015 roku Łuczegorsk został "zaatakowany" przez wygłodniałe niedźwiedzie, atakujące mieszkańców na ulicach.